# Phyllosticta
Phyllosticta è un genere di funghi ascomiceti. Comprende diverse specie parassite di piante. 

## Specie
- Phyllosticta abietis
- Phyllosticta aceris
- Phyllosticta anacardiacearum
- Phyllosticta angulata
- Phyllosticta apii
- Phyllosticta arbuti
- Phyllosticta berberidis
- Phyllosticta bolleana
- Phyllosticta camelliae
- Phyllosticta chrysanthemi
- Phyllosticta concentrica
- Phyllosticta convallariae
- Phyllosticta cordylines
- Phyllosticta cornicola
- Phyllosticta cotoneastri
- Phyllosticta cucurbitaceum
- Phyllosticta destructiva
- Phyllosticta fraxinicola
- Phyllosticta hederae
- Phyllosticta ilicicola
- Phyllosticta jasmini
- Phyllosticta lauri
- Phyllosticta magnoliae
- Phyllosticta nicotianae
- Phyllosticta opuntiae
- Phyllosticta oryzina
- Phyllosticta phaseolina
- Phyllosticta populina
- Phyllosticta prunigena
- Phyllosticta rhododendri
- Phyllosticta rosae
- Phyllosticta sorbi
- Phyllosticta tiliae
- Phyllosticta ulmi
- Phyllosticta violae